# Saara (genre)
Pour les articles homonymes, voir Saara.
Genre
Saara est un genre de sauriens de la famille des Agamidae.

## Répartition
Les 3 espèces de ce genre se rencontrent au Moyen-Orient et en Asie du Sud.

## Liste des espèces
Selon The Reptile Database (13 mai 2014) :
- Saara asmussi (Strauch, 1863)
- Saara hardwickii (Gray, 1827)
- Saara loricata (Blanford, 1874)

## Publication originale
- Gray, 1845 : Catalogue of the specimens of lizards in the collection of the British Museum, p. 1-289 (texte intégral).